# Барон Меннерс

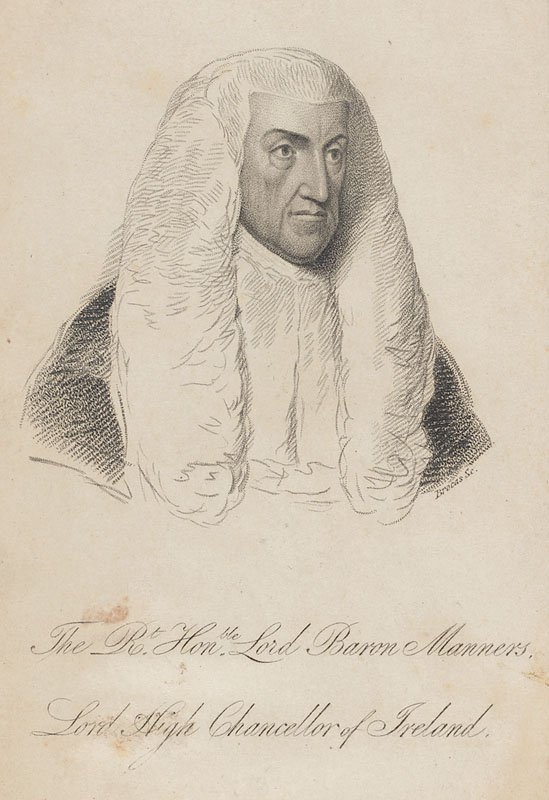
Томас Маннерс-Саттон, 1-й барон Маннерс (1756—1842)

Барон Меннерс из Фостона в графстве Линкольншир — наследственный титул в системе Пэрства Соединённого королевства. Он был создан 20 апреля 1807 года для британского адвоката и политика, сэра Томаса Меннерса-Саттона (1756—1842). Он был депутатом Палаты общин от Ньюарка (1796—1800, 1801—1805), а также занимал должности генерального солиситора Англии и Уэльса (1802—1805) и лорда-канцлера Ирландии (1807—1827). Томас Маннерс-Саттон был пятым сыном лорда Джорджа Меннерса-Саттона (1723—1783), третьего сына Джона Маннерса, 3-го герцога Ратленда (1696—1779). Его старший брат, Чарльз Меннерс-Саттон (1755—1828), был архиепископом Кентерберийским (1805—1828), и отцом Чарльза Маннерса-Саттона, 1-го виконта Кентербери (1780—1845), спикера Палаты общин (1817—1834). Правнук первого барона, Фрэнсис Меннерс, 4-й барон Меннерс (1897—1972), употреблял только фамилию «Меннерс». 
По состоянию на 2024 год носителем титула являлся внук последнего, Джон Хью Роберт Меннерс, 6-й барон Меннерс (род. 1956), который сменил своего отца в 2008 году.

## Бароны Меннерс (1807)
- 1807—1842: Томас Меннерс-Саттон, 1-й барон Меннерс[англ.] (24 февраля 1756 — 31 мая 1842), шестой сын лорда Джорджа Меннерса-Саттона (1723—1783), внук Джона Меннерса, 3-го герцога Ратленда;
- 1842—1864: Джон Меннерс-Саттон, 2-й барон Меннерс (17 августа 1818 — 14 ноября 1864), единственный сын предыдущего;
- 1864—1927: Джон Меннерс-Саттон, 3-й барон Меннерс[англ.] (15 мая 1852 — 19 августа 1927), старший сын предыдущего;
- 1927—1972: Фрэнсис Меннерс, 4-й барон Меннерс (21 июля 1897 — 25 ноября 1972), второй (младший) сын предыдущего;
- 1972—2008: Джон Роберт Сесил Меннерс, 5-й барон Меннерс (13 февраля 1923 — 28 мая 2008), старший сын предыдущего;
- 2008 — настоящее время: Джон Хью Роберт Меннерс, 6-й барон Меннерс (род. 5 мая 1956), единственный сын предыдущего;
  - Наследник титула: Достопочтенный Джон Александр Дэвид Меннерс (род. 2011), единственный сын предыдущего.

## Линия наследования
- Достопочтенный Джон Александр Дэвид Меннерс (род. 2011), единственный сын 6-го барона Меннерса;
- Эдвард Престон Меннерс (род. 1948), старший сын достопочтенного Ричарда Невилла Меннерса, второго сына 4-го барона;
- Руперт Фрэнсис Генри Меннерс (род. 1950), второй сын достопочтенного Ричарда Невилла Меннерса;
- Стивен Фрэнсис Меннерс (род. 1978), старший сын Руперта Меннерса;
- Филипп Генри Меннерс (род. 1979), второй (младший) сын Руперта Меннерса;
- Томас Бенджамин Каббелл Меннерс (род. 1954), третий (младший) сын достопочтенного Ричарда Невилла Меннерса;
- Руперт Каббелл Меннерс (род. 1990), старший сын Томаса Бенджамина Каббелла Меннерса;
- Хью Каббелл Меннерс (род. 1993), второй (младший) сын Томаса Бенджамина Каббелла Меннерса;
- Достопочтенный Томас Джаспер Меннерс (род. 1929), третий (младший) сын 4-го барона;
- Чарльз Генри Меннерс (род. 1957), старший сын достопочтенного Томаса Джаспера Меннерса;
- Джозеф Питер Меннерс (род. 1991), единственный сын Чарльза Меннерса;
- Артур Роджер Меннерс (род. 1959), второй сын достопочтенного Томаса Джаспера Меннерса;
- Уго Меннерс (род. 1989), единственный сын Артура Меннерса;
- Роберт Хью Маннерс (род. 1962), третий (младший) сын достопочтенного Томаса Джаспера Меннерса;
- Арчи Томас Меннерс (род. 1993), старший сын Роберт Меннерса;
- Орландо Дуглас Меннерс (род. 1995), второй сын Роберта Меннерса;
- Хамфри Уилмот Меннерс (род. 1998), третий (младший) сын Роберта Меннерса.